# Кемптон (Илиноис)
Кемптон (енгл. Kempton) град је у америчкој савезној држави Илиноис.

## Демографија
По попису из 2010. године број становника је 231, што је 4 (-1,7%) становника мање него 2000. године.
| Група             | 2000.       | 2010.       |
| Белци             | 228 (97,0%) | 226 (97,8%) |
| Афроамериканци    | 0 (0,0%)    | 0 (0,0%)    |
| Азијати           | 1 (0,4%)    | 0 (0,0%)    |
| Хиспаноамериканци | 4 (1,7%)    | 3 (1,3%)    |
| Укупно            | 235         | 231         |